# Verdelingscoëfficiënt
De verdelingscoëfficiënt of partitiecoëfficiënt, (vaak afgekort als Kv) is de verhouding van de concentraties van een opgeloste stof of chemische component in twee niet met elkaar mengbare oplosmiddelen. De grootheid is van belang bij een chemische extractie, bij de studie naar de werking van medicijnen en bij de studie van diverse natuurlijke processen.

## Toepassingen
Een eenvoudig voorbeeld van een verdelingscoëfficiënt is de situatie waarin de oplosmiddelen twee onmengbare vloeistoffen zijn. Ethanol is goed oplosbaar in water, maar ook in olie. Een niet te grote hoeveelheid ethanol (anders wordt het zelf een oplosmiddel) zal zich verdelen tussen het water en de olie. De verhouding van de twee concentraties is constant, onafhankelijk van de hoeveelheid ethanol. 
{\displaystyle K_{v}={\frac {concentratie\ ethanol\ in\ olie}{concentratie\ ethanol\ in\ water}}}
Bij vloeibare oplosmiddelen is de conventie de minst polaire fase boven, de meer polaire fase onder de deelstreep te zetten. In het voorbeeld is sprake van "olie". Dat is een groot begrip. Om verdelingscoëfficiënten van verschillende stoffen met elkaar te kunnen vergelijken is afgesproken de waarde ervan op te geven tussen 1-octanol en water, de zogenaamde octanol-water partitiecoëfficiënt (Pow). Is er een andere olieachtig medium dan zijn er omrekentabellen om vast te stellen hoe de stof zich daarin ten opzichte van water zal gedragen.
Pow-waarden kunnen als getallen enorm in grootte van elkaar verschillen. Om deze reden wordt gebruikgemaakt van een logaritmische schaal. Alle getallen zijn weer te geven zonder dat er met extreem grote of juist kleine getallen gewerkt hoeft te worden. De logaritmen worden in tabellen als log Pow aangegeven.

### Mineralogische toepassing
In de mineralogie worden verdelingscoëfficiënten met name gebruikt bij reacties tussen twee mineralen of tussen een mineraal en een smelt (vloeistof). Mineralen zijn vaste stoffen/fasen die als oplosmiddel kunnen dienen voor geladen deeltjes (ionen). Men noemt dit een vaste oplossing. De mate waarin een chemische component in het mineraal opgelost kan worden hangt af van de mate waarin de deeltjes in het kristalrooster "passen". Dit hangt weer af van de atomaire radius en oxidatietoestand van de component. 
Bij een kristallisatiereactie zullen sommige deeltjes goed in de kristalliserende mineralen passen en erin verrijkt worden (deze deeltjes worden compatibel genoemd), terwijl andere deeltjes in het mineraal verarmd worden ten opzichte van de smelt (incompatibel). De verdeling kan worden weergegeven met een verdelingscoëfficiënt:
{\displaystyle K_{v}={\frac {concentratie\ component\ in\ vaste\ fase}{concentratie\ component\ in\ smelt}}}